# Phyllophaga punctulicollis
Phyllophaga punctulicollis är en skalbaggsart som beskrevs av Bates 1888. Phyllophaga punctulicollis ingår i släktet Phyllophaga och familjen Melolonthidae. Inga underarter finns listade i Catalogue of Life.